# Панкратьев, Никита Петрович
Ники́та Петро́вич Панкра́тьев (1788—1836) — генерал-адъютант, генерал-лейтенант, начальник штаба Отдельного Кавказского корпуса, командующий войсками в Закавказье, Варшавский военный губернатор, председатель Верховного военно-уголовного суда Царства Польского.

## Биография
Происходил из дворян Киевской губернии, старший сын Киевского губернатора П. П. Панкратьева, родился в сентябре 1788 года в Москве; воспитание и образование получил дома.
В 1807 году поступил волонтёром в действующую против Турции армию и в том же году 7 и 11 июня участвовал при сожжении и взятии турецких судов при Платане и при атаке Трапезунда. Вслед за тем он был назначен адъютантом в милицию 6-й области, а в начале следующего года (4 февраля) был произведён в прапорщики с определением в 29-й егерский полк. В рядах этого полка Панкратьев участвовал в 1809 году при осаде Браилова и в неудачном штурме 20 апреля этой крепости. В 1810 году, уже в чине поручика, он был назначен адъютантом к генералу от инфантерии М. И. Голенищеву-Кутузову, впоследствии фельдмаршалу.
В следующем году Панкратьев участвовал в сражениях под Рущуком, при поражении армии верховного визиря (20 и 22 июня), а с 28 августа по 3 октября в разных делах против турок на левом берегу Дуная и за храбрость, оказанную им во всех этих делах, был переведён тем же чином в лейб-гвардии Егерский полк (18 июля 1811 года) и удостоился получить орден св. Владимира 4-й степени с бантом.
В Отечественную войну 1812 года, состоя адъютантом при главнокомандующем князе Кутузове-Смоленском, участвовал во многих арьергардных делах при отступлении нашей армии; 26 августа сражался в Бородинском бою и за отличие, оказанное был награждён орденом Св. Анны 2-й степени.
Затем он вошёл в состав партизанского отряда полковника князя Кудашева и участвовал во многих делах с неприятелем. Так, 27 сентября он находился при поражении французских фуражиров у селения Никольского, а 2 октября, командуя донским казачьим полком Жирова, при разбитии восьми эскадронов французских кирасир у села Шарапова.
4 октября, командуя двумя сотнями казаков, Панкратьев разбил при селении Клевине саксонских кирасир и роту польской пехоты, причём захватил в плен более 50 человек, а 13 октября при Боровске в сражении с войсками маршала Нея взял в плен более 500 человек.
Вскоре после этого Панкратьев вернулся к прежней своей должности адъютанта при фельдмаршале князе Кутузове-Смоленском и участвовал в четырёхдневном сражении при Красном (3—6 ноября).
За отличие, оказанное им в партизанских делах, Панкратьев был награждён золотой шпагой с надписью «За храбрость» и алмазными знаками к ордену Св. Анны 2-й степени.
После смерти фельдмаршала князя Кутузова он вернулся обратно лейб-гвардии в Егерский полк, участвовал с ним в весеннем походе 1813 года в Германию и находился в сражении под Бауценом и в других делах до заключения Рейхенбахского перемирия.
Произведённый весной того же года в штабс-капитаны, Панкратьев участвовал 4 августа, в составе корпуса генерала барона Винцингероде, в кавалерийской экспедиции к Бельцигу, а 25 августа находился в сражении при Денневице. Вслед за тем (23 сентября) он был произведён в капитаны, а 5, 6 и 7 октября участвовал в сражении под Лейпцигом и за отличие, им оказанное, был произведён в полковники, получив, таким образом, в продолжение одного года три чина; 13 декабря 1813 года пожалован званием флигель-адъютанта.
С ноября до начала 1814 года исправлял должность дежурного генерала в корпусе барона Винцингероде, и 2 и 19 февраля (под непосредственным начальством генерала Чернышёва) участвовал при взятии штурмом Суассона. Затем, 22 февраля он находился в авангардном деле при Краоне, 25-го — в сражении при Лаоне и 6 марта — при вторичном взятии Реймса; 10 марта, получив приказание отправиться к государю императору в Бриенн, по дороге туда Панкратьев был отрезан неприятелем от главной армии и атакован французской кавалерией на дороге к Бар-ле-Дюку. Но по пути он соединился с отрезанным же казачьим отрядом гвардии капитана Шульца, причём соединённый отряд насчитывал всего 90 казаков. С этой горстью удальцов 11 марта Панкратьев прорвался через Бар-ле-Дюк, занятый восемью эскадронами французской кавалерии и за этот выдающийся подвиг был награждён орденом Св. Владимира 3-й степени.
14 марта в окрестностях Шомона он был атакован тысячной толпой вооружённых жителей и отбил их нападение, а 18-го, командуя отрядом в составе двух рот пехоты и трёх эскадронов кавалерии, выгнал французский отряд из названного города. В апреле того же года ему было поручено сопровождать из окрестностей Орлеана в Берн вестфальского короля Иеронима, а в сентябре он находился с государем императором на конгрессе в Вене.
С наступлением кампании 1815 года был командирован в корпус барона Винценгероде, где получил в командование 59-й егерский полк и был оставлен наблюдать за французскими партизанами; 22 июля он имел дело близ Саарбрюккена, по дороге к Нанси, с партизаном Брисом, которого разбил наголову.
Был произведён 6 октября 1817 года в генерал-майоры и вскоре назначен командиром 2-й бригады 1-й гренадерской дивизии, которой командовал пять лет. Затем он командовал 2-й бригадой 11-й пехотной дивизии, а в начале 1827 года получил в командование 2-ю бригаду 20-й пехотной дивизии, находившуюся в Отдельном Кавказском корпусе.
Принял самое деятельное участие в войне с Персией. С 18 по 22 апреля 1827 года он участвовал в ежедневных перестрелках с неприятелем при Худоперинском мосте, а 25 апреля произвёл рекогносцировку к стороне Маральян и занял сильную позицию при Козлучае, угрожая неприятелю переправой через Аракс. В мае он приступил к разработке дороги к Гирюсам и далее к горе Сальварти для установления сообщения с главным корпусом. В то же время, получив сведения о намерении Мехти-Кули-Хана Карабахского покориться русскому правительству, Панкратьев направился в Арахлинское ущелье и переселил этого хана с четырьмя тысячами семейств в Карабах. Назначенный в скором времени (5 июля) начальником 20-й пехотной дивизии, он до сентября наблюдал за доставлением провиантских транспортов из Ах-Ошана в Гирюсы и далее — для продовольствия главного корпуса, причём неоднократно отражал нападения неприятельских партий на наши транспорты.
Затем он с вверенной ему дивизией поступил в состав отряда генерал-лейтенанта князя Эристова. С 15 по 20 сентября Панкратьев участвовал в преследовании Аббаса-Мирзы от Нахичевани до Чорса. Командуя авангардом отряда князя Эристова, 27 сентября он переправился через Аракс, на следующий день атаковал персов в Дарадизском ущелье и принудил их отступить к ретраншаменту, занятому двумя тысячами сарбазов; ещё через день овладел этим ретраншаментом и Дарадизским ущельем. 13 октября Панкратьев с тремя батальонами и четырьмя орудиями был направлен к Тавризу и 19 занял этот город, а вскоре за тем занял и Марагу. За быстрое занятие Тавриза был награждён орденом Св. Анны 1-й степени. 15 января 1828 года занял Урмию и оставался там до заключения мира с Персией. Затем ему было вверено управление Хойской и Урмийской областями и командование войсками, там находившимися.
Вследствие вызывающего образа действий одного из куртинских ханов, Яя-бека, который в своей крепости Чагрик укрывал мятежников, Панкратьев отправил против него один батальон с двумя орудиями. Отряд этот разогнал мятежников, занял крепость и овладел двумя орудиями. Затем, 27 июля он отразил куртинцев при деревне Маглаш, а 5 августа разбил мятежников, напавших на обывательские кочевья близ селения Киоркенды. За командование отрядом в Хойской области Панкратьев получил орден Св. Владимира 2-й степени.
Война с Турцией вызвала Никиту Петровича опять на боевое поприще и открыла ему новый путь к отличиям. 9 ноября 1828 года он выступил с вверенным ему отрядом в Баязетский пашалык, а 12-го принял начальство над войсками, там расположенными, открыл областное правление в Баязете, сильно укрепил этот город и крепости Топрах-Кале и Диадин и не раз отражал нападение мушских куртинцев.
С наступлением 1829 года Панкратьеву пришлось принять более активное участие в военных действиях. Так, 25 марта он выступил из Баязета и 1 июня прибыл в Катанлы, где был назначен сбор войскам действующего корпуса, находившегося под непосредственной командой фельдмаршала графа Паскевича-Эриванского. Здесь он был назначен начальником 2-й колонны действующих войск.
11 июня ему пришлось участвовать в рекогносцировке дороги от Катанлы к урочищу Дели-Мусали-Фурни, а 13-го — в переходе через Саганлугский хребет до речки Инжасу и в движении к неприятельскому укреплённому лагерю Гагки-Паши. На следующий день Панкратьев отбивал атаки турецкой кавалерии, а 15-го и 16-го занял высоты, окружавшие неприятельский укреплённый лагерь. Все эти движения и действия были, если можно так выразиться, прелюдией к трёхдневному бою, разыгравшемуся в окрестностях Милидюза. 18 июля, в первый день боя, Панкратьеву пришлось демонстрировать против турок, маскируя с войсками вверенной ему колонны движение наших главных сил к Гункерсу. На следующий день при селении Каинлы в начале сражения он находился в арьергарде, прикрывая движение обоза. Затем, в час дня, при столкновении боевой линии с неприятелем, когда турецкая кавалерия атаковала его левый фланг, Панкратьев быстро двинулся вперёд, атаковал правый фланг турок, опрокинул их, преследовал и захватил много пленных и одно орудие. Под вечер Панкратьев атаковал левый фланг неприятельской позиции и обратил турок в бегство; 20-го, рано утром, он атаковал турецкий лагерь при Милидюзе, принудил турок к поспешному отступлению и захватил у них лагерь, восемь орудий, два знамени и много пленных.
За выдающееся отличие в этом трёхдневном бою Н. П. Панкратьев удостоился получить орден Св. Георгия 3-го класса (19 января 1830 года, № 420 по кавалерским спискам)
В воздаяние отличий, оказанных в сражениях в войну против турок 1829 года июня 18, 19 и 20, где завладел всеми укреплениями и быстрым преследованием довершил совершенное поражение турок.
Дальнейшее участие его в турецкой войне ознаменовалось занятием крепостей: Гассан-Кале (23 июня) и Эрзерума. Прибыв 27 июня утром к Эрзеруму, Панкратьев атаковал Топ-Даг (один из передовых фортов) и открыл сильную канонаду по городским укреплениям. Когда же к нему пришли городские старшины с ключами, он двинулся вперёд, занял крепость и цитадель, захватил много орудий и три знамени и затем с одной ротой 42-го егерского полка направился к дому сераскира и взял его с тремя пашами в плен.
Занятием Эрзерума закончилась боевая деятельность Панкратьева в турецкую войну. Произведённый 25 июня 1829 года за отличие по службе в генерал-лейтенанты, он по окончании войны остался временно с вверенной ему дивизией в Эрзерумской области и за отличное управление ею был награждён императорской короной к ордену Св. Анны 1-й степени и 30000 рублей ассигнациями. В том же году он был назначен начальником штаба Отдельного Кавказского корпуса, но более полугода не прибывал к своей новой должности, отвлечённый экспедициями против горцев.
В июне 1830 года прибыл с 20-й пехотной дивизией из Эрзерума и Карса на Кавказскую линию, принял в командование отряд, находившийся в экспедиции за Кубанью и имел частые перестрелки с абадзехами во время следования отряда от урочища Длинного леса к Пшебскому укреплению. Затем он поступил в состав главного отряда, находившегося под начальством фельдмаршала Паскевича-Эриванского и участвовал во многих делах при взятии и разорении горских аулов в Азипском и Абинском ущельях.
Восстание поляков вызвало фельдмаршала князя Паскевича с Кавказа в Польшу для командования армией. На время его отсутствия по высочайшему повелению управление Закавказским краем и командование войсками, расположенными там, было вверено Панкратьеву по особому ходатайству Паскевича, и 25 июня 1831 года он был назначен генерал-адъютантом к его императорскому величеству. Панкратьев блестящим образом выполнил возложенные на него обязанности. 4 сентября он принял начальство над всеми войсками и выступил в поход в Дагестан для усмирения горцев, поднятых Кази-Муллой.
Прибыв в Дербент 30 сентября, он немедленно направил в верхнюю Табасарань для обуздания мятежников три отдельные подвижные колонны. Благодаря быстрым и энергичным действиям этих отрядов, в весьма непродолжительном времени мятежники были рассеяны и, вместе с тем, были разорены селения: Хучни, Дювек и другие, считавшиеся самыми крепкими оплотами горцев в Табасаране.
Затем Панкратьев направился в Шамхальские владения и на пути туда получил известие, что сторонник Кази-Муллы, Умалат-бек, с 10000 человек занял укреплённое селение Эрпели. Селение это, состоявшее из 500 каменных домов, было расположено почти в неприступном месте между глубокими оврагами и густым лесом и было сильно укреплено шанцами и завалами; 23 октября Панкратьев штурмовал это селение и после двухчасового боя овладел им, захватив большую добычу, много пленных и почётное знамя Умалат-Бека.
Продолжая дальнейшее движение со своим отрядом, состоявшим из 2500 человек пехоты, 12 орудий и 1500 человек кавалерии, Панкратьев 25 октября подошёл к селению Черкей, расположенному на левом берегу реки Койсы. Селение это было занято дагестанцами, чеченцами и салатовцами, приверженцами Кази-муллы, числом до 4000 человек. Несмотря на то, что все мосты на реке Койсу были уничтожены и не было бродов, артиллерия отряда и стрелки с противоположного берега сбили горцев и после трёхдневного боя неприятель принужден был сдаться.
17 ноября при усиленной рекогносцировке к селению Гимры Панкратьев узнал, что Кази-мулла соединился в горах с Гамзат-беком Аварским. Чтобы уничтожить последний оплот первого в Дагестане, Панкратьев отправил отряд полковника Миклашевского для взятия урочища Чумкескента. Отряд этот 1 декабря, после упорного боя, овладел Чумкескентом, истребив мятежников, засевших в нём. Таким образом, благодаря энергичным и быстрым действиям Панкратьева, восстание в Дагестане было подавлено.
За искусные действия при подавлении этого мятежа и за управление Закавказским краем Панкратьев был награждён орденом Св. Александра Невского.
Но недолго пришлось ему пробыть на Кавказе: уже 4 ноября 1832 года благодаря ходатайству фельдмаршала Паскевича он был назначен членом Совета управления и членом Государственного совета Царства Польского, а 18 мая 1833 года был назначен Варшавским военным губернатором. 9 сентября того же года за отлично-усердную службу ему было пожаловано 50000 рублей ассигнациями.
С 5 ноября 1833 года по 9 октября 1834 года по высочайшему повелению Панкратьев состоял председателем Верховного уголовного суда, бывшего в Варшаве над государственными преступниками, и за отлично-усердную службу был награждён алмазными знаками ордена св. Александра Невского.
Скончался в июне 1836 года, из списков исключён 30 июня. По свидетельству современников, он был человек «неглупый от природы», образованный, необыкновенно интересный и обладал при этом недюжинным остроумием. Он пользовался особенным расположением и покровительством фельдмаршала Паскевича, много способствовавшего блеску его военной карьеры.

## Семья
Был женат с 4 ноября 1817 года на дочери Г. И. Бибикова, Анне Гавриловне (1793—12.05.1826). Их дети:
- Екатерина (27.09.1818—26.12.1867) — Светлейшая княгиня, жена Александра Карловича Ливена
- Владимир (02.12.1819—?)[2]
- Елизавета (01.03.1821 — ок. 1900), была замужем за Евгением Яковлевичем Рославецем, затем за Евгением Борисовичем Иваницким; сын — Б. Е. Иваницкий
- Анна (01.01.1825—?)